# براهوئی (هیرمند)
براهوئی، روستایی از توابع بخش مرکزی شهرستان هیرمند در استان سیستان و بلوچستان در ایران است.

## جمعیت
این روستا در دهستان دوست‌محمد قرار داشته و براساس سرشماری سال ۱۳۸۵جمعیت آن ۴۳نفر (۱۰خانوار) بوده است.